# 香取さやか
香取 さやか（かとり さやか、1977年2月12日 - ）は、日本の元AV女優。
同じ"香取 さやか"名義で活動した萩原 望は別人。なぜ同姓同名のほかAV女優が存在するかは不明。

## 略歴
- 1996年に『姦乳』でh.m.pよりAVデビュー
- 1997年に引退（実活動1年以内）
- 2000年に復帰、単体3作品、他総集編にて引退（実活動1年）
- 2016年に再復帰、単体3作品で引退（実活動1年以内）

## 作品

### アダルトビデオ
- 姦乳（1996年2月28日、h.m.p）
- 巨乳エレベーター（1996年3月23日、h.m.p）
- 私は性欲のかたまり（1996年4月20日、h.m.p）
- ナース引きずりまわし（1996年5月24日、h.m.p）
- 変態娘を狂わせろ!（1996年6月28日、h.m.p）
- 貝くらべ3 連続ハードFUCK!!（1996年8月2日、マックス・エー）共演:麻生早苗
- 極エロ・ドバドバ!! 2（1996年9月14日、h.m.p）他出演:桜沢菜々子、武藤かなえ、寺田里美、矢沢ようこ、藤咲ルミ ※総集編
- マメゾウのセクハラーダ株式会社（1996年10月23日、KUKI）
- おしえてお姉さん（1997年1月18日、HRC）共演:藤谷かな
- C-SHOCKⅣコスチュームショック4（2000年ー、MOODYS）
- ＣＡＢＡＲＥＴ＆ＣＬＵＢキャバクラ嬢（2000年09月01日、MOODYZ）共演:夢野まりあ・三浦あいか・岡崎美女・流星ラム・横倉里奈※総集編
- ＷＡＩＴＲＥＳＳ　ウェイトレス（2000年09月01日、MOODYZ）共演:流星ラム・麻宮淳子・秋本優奈・森川涼・吉井美希※総集編
- 艶（2001年ー、グローリークエスト）
- 艶　総集編3（2001年11月29日、グローリークエスト）共演:藤森かおり・竹本里緒・坂口華奈他※総集編
- 早熟痴女（2000年ー、グローリークエスト）
- 早熟痴女スペシャル 総集編3(2001年2月16日、グローリークエスト）共演:里美由梨香・藤森かおり・水原美々・深沢芹香※総集編香取さやか5本搾り（2000年ー、コトック）
- 妻の入院 通い義母（2016年3月25日、マドンナ）
- 久しぶりに会った叔母さんが、凄テクで僕を勃起させて即挿入！（2016年4月25日、マドンナ）
- 近親相姦 24時間で33回絶頂してしまった母（2016年6月7日、マドンナ）

## テレビ出演
- ギルガメッシュないと(テレビ東京系列局)